# العدنانية (العراق)
بابيرة (بالكردية: گرزه‌رک)‏ هي قرية عراقية تقع في قضاء سنجار في محافظة نينوى شمال العراق، وتقع القرية جنوب جبل سنجار وتعد من المناطق المتنازع عليها في العراق بين الحكومة المركزية وحكومة إقليم كردستان العراق. سكان قرية العدنانية يزيديون.
كان تعداد سكان القرية في تموز 2014 بحدود 18000 نسمة.

## تاريخ القرية
العدنانية قرية نموذجية أسست بين 1965 و1970 من أجل توطين اليزيديين، تم إخلاء قرى اليزيديين الأخرى. في عام 1965، قررت الحكومة العراقية آنذاك تدمير القرى الأيزيدية في جبل سنجار وإجبار السكان على إعادة التوطين. تم تدمير حوالي 400 قرية يزيديّة في جبل سنجار جزئياً بالجرافات وطرد السكان. وصف نظام البعث هذه التدابير لإعادة التوطين القسري بأنها مشروعات تحديث. 
في السبعينيات، أعيد توطين العديد من السكان اليزيديين من العدنانية إلى قرية صبا الشيخ خضر (الجزيرة) بالقوة من قبل الحكومة العراقية آنذاك.
منذ احتلال العراق في عام 2003، احتلت القرية قوات البيشمركة الكردية، لكنها هربت من القرية في 2 أغسطس 2014.
في 3 أغسطس 2014، داهم تنظيم الدولة الإسلامية (داعش) القرية وسيطر بالكامل على منطقة سنجار بأكملها وارتكبت الإبادة الجماعية ضد الأيزيديين. في 25 مايو 2017، قامت القوات العراقية بتحرير القرية من داعش.